# Kailasius
Kailasius is een geslacht van vlinders van de familie pages (Papilionidae).

## Soorten
- K. autocrator (Avinoff, 1913)
- K. charltonius (Gray, 1852)
- K. loxias (Püngeler, 1901)